# Alfonzin
Az Alfonzin az Alfonzina alakváltozata, jelentése: nemes + kész, hajlandó.

## Rokon nevek
Alfonza, Alfonzina

## Gyakorisága
Az újszülötteknek adott nevek körében az 1990-es évekbeni előfordulásról nincs adat. A 2000-es és a 2010-es években sem szerepelt a 100 leggyakrabban adott női név között.
A teljes népességre vonatkozóan az Alfonzin sem a 2000-es, sem a 2010-es években nem szerepelt a 100 leggyakrabban viselt női név között.

## Híres Alfonzinok
„Alfonzin” utónevű személyek szócikkeinek listája a Wikidata alapján